# トナリエ宇都宮
トナリエ宇都宮（トナリエうつのみや、tonarie utsunomiya）は、栃木県宇都宮市駅前通り一丁目にある複合商業施設。都市規模に対して脆弱だった駅前の商業環境を充実させるべく1990年（平成2年）に開業したロビンソン百貨店宇都宮店を前身とし、ララスクエア宇都宮を経て現称となった。建物は鉄骨鉄筋コンクリート構造・鉄骨構造の陸屋根で、地上11階地下1階建てである。

## テナント
エスコンが経営する「トナリエ」は、「まちに寄り添いながら、まちとともに発展していく。いつもあなたの暮らしのとなりへ。」をコンセプトとする店舗ブランドであり、地域住民の日常的な利用を意図した店舗構成をしている。核店舗のヨドバシカメラをはじめとして、衣料品店・書店・クッキングスタジオ（料理教室）など約50店が出店する。これらのテナントは、前身のララスクエア宇都宮からそのまま引き継いだものであり、特にヨドバシカメラとABCクッキングスタジオはララスクエア開店時から引き続き出店している。
9階と10階はエスコンが管理運営していない階であり、それぞれ宇都宮市保健センター、セントラルフィットネスクラブ宇都宮がある。屋上11階にはレンタルスペース「ララ・ステージ」がある。ステージは西口ビル管理株式会社が管理しており、ララスクエア時代からの「ララ」という名を継承している。
エスコンは、開業から2年後をめどにテナントを充実させ、長期的には建て替えも検討している。

## 歴史

### 再開発準備期（1982-1990）
宇都宮市は中心市街地と中心駅が離れた都市構造をしており、宇都宮駅で降り立った人々は駅前を素通りし、中心市街地へ流れてしまうという課題があった。駅前に核となる商業施設を建設し、人をとどまらせることは長年の懸案であったが、東北新幹線乗り入れ（1982年〔昭和57年〕）に合わせて発足した「宇都宮駅西口地区街づくり研究会」では1年間の議論を経て再開発が現実味を帯びていった。ここで立案された計画は、地上8階地下1階建ての百貨店ビルと同じく地上8階地下1階建ての量販店・専門店ビルの2棟を建設し、それぞれに9階建ての立体駐車場を併設するというものであった。1985年（昭和60年）には「宇都宮駅西口地区再開発基本計画」がまとまり、宇都宮市では過去最大となる再開発区域6.6 ha、総事業費500億円以上の事業が動き出した。そのうち百貨店を建設する北ブロック（2.3 ha）を先行開発することになり、宇都宮駅西口第一地区再開発準備組合が1986年（昭和61年）3月28日に発足した。この時点では誘致する百貨店はまだ交渉中で、売場面積35,000 m2を組合側は要求していたが、中心市街地側からの反発が大きく、面積の削減は必至の状態であった。
1987年（昭和62年）10月には誘致する百貨店がイトーヨーカ堂系列のロビンソン百貨店に決まり、売場面積が25,850 m2になると発表すると、駅ビルを運営する宇都宮ステーション開発はラミア（現・パセオ）を9,800 m2に拡張すると公表し、駅前商戦の激化が予想された。1988年（昭和63年）5月6日に開かれた出店計画説明会では地上7階から地下1階までをロビンソン百貨店、8階を飲食・カルチャー施設、9階を宇都宮市保健センター、10階をスポーツ施設とすることが発表された。
1988年（昭和63年）9月12日、当初予定から3か月遅れて再開発予定地の建物の取り壊し工事が始まり、11月10日に起工式を挙行して新ビルの建設に着手した。施工は公開入札で落札した清水建設・フジタ工業・東鉄工業・三井建設・中村建設JVが担当した。1989年（平成元年）6月27日、宇都宮商工会議所商業活動調整協議会（商調協）は、商業床を20,850 m2（うちロビンソン百貨店が20,000 m2、残る850 m2は地元地権者）とする答申を出し、東武宇都宮百貨店に次ぐ市内第2位の大型店の出現が確定した。この間、9階を区分所有する日本国有鉄道清算事業団とそこを買い取って保健センターを設置したい宇都宮市との間で、再開発組合が提示した見込み額で買収したい市側と、その後の地価上昇分を上乗せして売却したい国鉄事業団の対立が発生するという波乱があった。

### ロビンソン百貨店時代（1990-2003）
1990年（平成2年）10月29日、渡辺美智雄・船田元・小林守ら地元選出の国会議員、栃木県議会議員、宇都宮市議会議員を招いた「お披露目会」を開催し、翌10月30日にロビンソン百貨店宇都宮店として開業した。新築されたビルの中には、ロビンソン百貨店宇都宮店のほか、映画館「宇都宮松竹」、スポーツクラブ「セントラルフィットネスクラブ」、宇都宮市の施設である保健センターがあった。ロビンソン百貨店としての売場面積は20,000 m2で、うち約18,000 m2を直営とし、残りはテナントとしてセガ・エンタープライゼス（現・セガ）の運営するゲームセンターなどが出店していた。商圏は自店から半径20 km（約21万世帯）に設定し、衣料品・贈答品・生鮮食品の3つを収益の柱として初年度の売上目標に150億円を掲げた。ロビンソン百貨店はマーケティングを重視し、開店1か月前に従業員650人を派遣して商圏内の10万軒を個別訪問して、自店の宣伝と顧客のニーズを聞き出す「クローバー作戦」を敢行したほか、当時としては珍しかった直営売場全体へのPOSの導入を行った。営業戦略では、都市型百貨店と総合スーパーの中間に位置する「カジュアル百貨店」を標榜して少し上質な商品を取りそろえ、仕入れ面では全体の約6割を店側で買い取ることで従業員に商品を販売する責任感を持たせることにした。
ロビンソン百貨店の開業を受け、宇都宮市の商業売上高の3割を占めていた中心市街地では、西武百貨店（現・MEGAドン・キホーテ）と東武宇都宮百貨店が相次いで増床を表明し、両百貨店を結ぶオリオン通りではアーケードを改築してこれに対抗した。しかし顧客流出は避けられず、大蔵省宇都宮財務事務所発表の栃木県内の百貨店売上高は、新規出店分を除くと前年同月比で3.8%の減少となった。ロビンソン百貨店とパセオが開業した宇都宮駅西口地区では中小店舗のうち、26.0%が売上減少となった一方、19.7%は増加したとする調査結果が1991年（平成3年）8月に公表された。

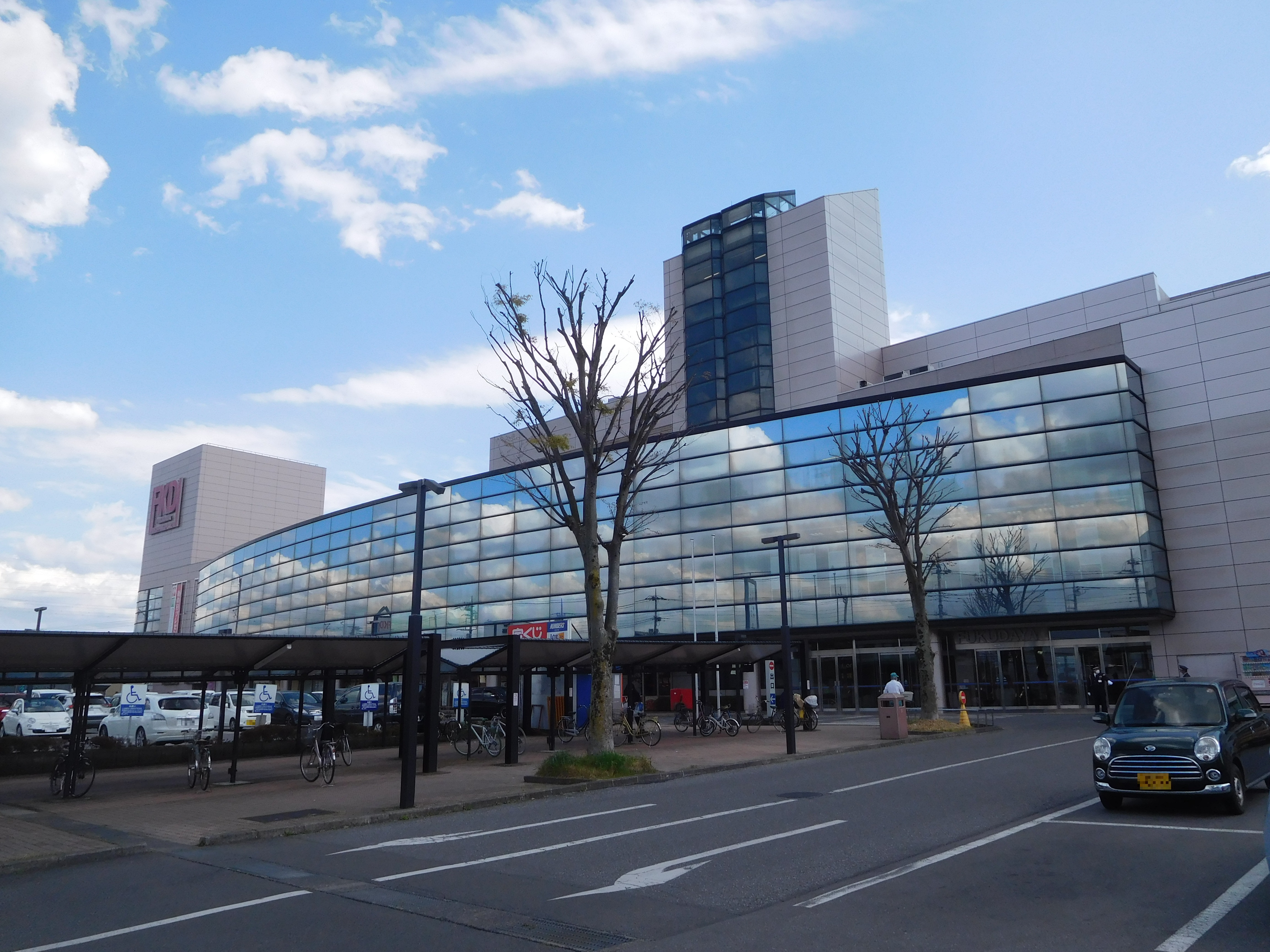
福田屋ショッピングプラザ宇都宮店

1992年（平成4年）3月、ロビンソン百貨店は売上が順調に伸びているとして商調協で削られた5,000 m2分の増床計画を発表した。増床分は客の休憩スペースや倉庫として利用していた部分を転用する形になったため大規模な工事は必要なく、1993年（平成5年）10月7日にスポーツ用品店「オッシュマンズ」などを入れて増床オープンした。バブル崩壊で宇都宮市内の百貨店が軒並み前年割れを出す中、大型駐車場を備えてモータリゼーションに対応したロビンソン百貨店は前年を上回ることに成功した が、福田屋百貨店が市街地の店舗を閉めて郊外に福田屋ショッピングプラザ宇都宮店を開業する（1994年〔平成6年〕10月）と、駐車場が使いやすい福田屋に客が奪われる恐れが生じた。1995年（平成7年）時点では、福田屋の郊外移転の影響はほとんどないと担当者がコメントした が、実際には1994年（平成4年）度の207億円を頂点に売上は減少を続けていった。
1998年（平成10年）7月31日から8月17日にかけて、サンシャイン国際水族館（現・サンシャイン水族館）の魚類500匹を展示する催事を開催したが、偶然にも東武宇都宮百貨店でも同種の催事を行い、クリオネを目玉展示とするところまで一致してしまった。1999年（平成11年）の年末商戦では「ミレニアム商戦」と位置付けて「2000年」の文字が入った記念商品を多数取り扱った一方、2000年問題に焦点を当て、水・食料・乾電池・ラジオといった非常用商品を販売するコーナーも設置し、コンロやガスボンベが通常の3 - 4倍の売上を記録した。11月にも同様のコーナーを設けたものの、時期が早く盛り上がりに欠けたため、クリスマス商品に切り替えたという逸話がある。
2001年（平成13年）に大幅な改装を行い、2003年（平成15年）1月には地元農家の運営する「アグリランドシティショップ」を閉店する西武百貨店から受け入れるなどしていた が、2002年（平成14年）度まで7年連続で営業赤字が続いたことを理由に2003年（平成15年）9月末で閉店することを同年3月31日に栃木県庁で発表した。運営会社のロビンソン・ジャパン自体も債務超過に陥っており、イトーヨーカ堂と三井物産が共同出資する新会社「ロビンソン百貨店」に宇都宮店以外を移管し、宇都宮店閉店後の残務処理を終えた後に会社を清算することが決まった。そして8月21日から閉店セールを開始し、予定通り9月30日に閉店した。閉店セールには120万人以上が押し寄せた。郊外進出した大型店との競合で駐車場や店舗面積の不足により集客力が低下したことが閉店理由とされた。

### 空白時代（2003-2005）
ロビンソン百貨店の閉鎖後も宇都宮松竹は営業を続けていたが、2004年（平成16年）5月にFKDショッピングモール宇都宮インターパーク店にあるMOVIX宇都宮へ統合する形で閉館した。核テナントを失った三井不動産は出店交渉を進め、2004年（平成16年）8月にヨドバシカメラをビルの6・7階に誘致することに成功し、他の専門店を含めて2005年（平成17年）3月上旬の開業を目指すことが報じられた。同年10月27日には三井不動産が公式に新店舗の概要を発表し、地下1階に高級食料品スーパーマーケットを展開する「ワンダーワークス」を誘致することや、新店の商圏を半径5 km（10万世帯27万人）に設定すること、構造改革特別区域「宇都宮にぎわい特区」の適用を受けて出店手続きを簡素化し、2005年（平成17年）春に開業を目指すとした。2005年（平成17年）1月28日になり、三井不動産は新店の名称を「ララスクエア宇都宮」とすることと、4月8日に開店することを発表した。

### ララスクエア時代（2005-2020）

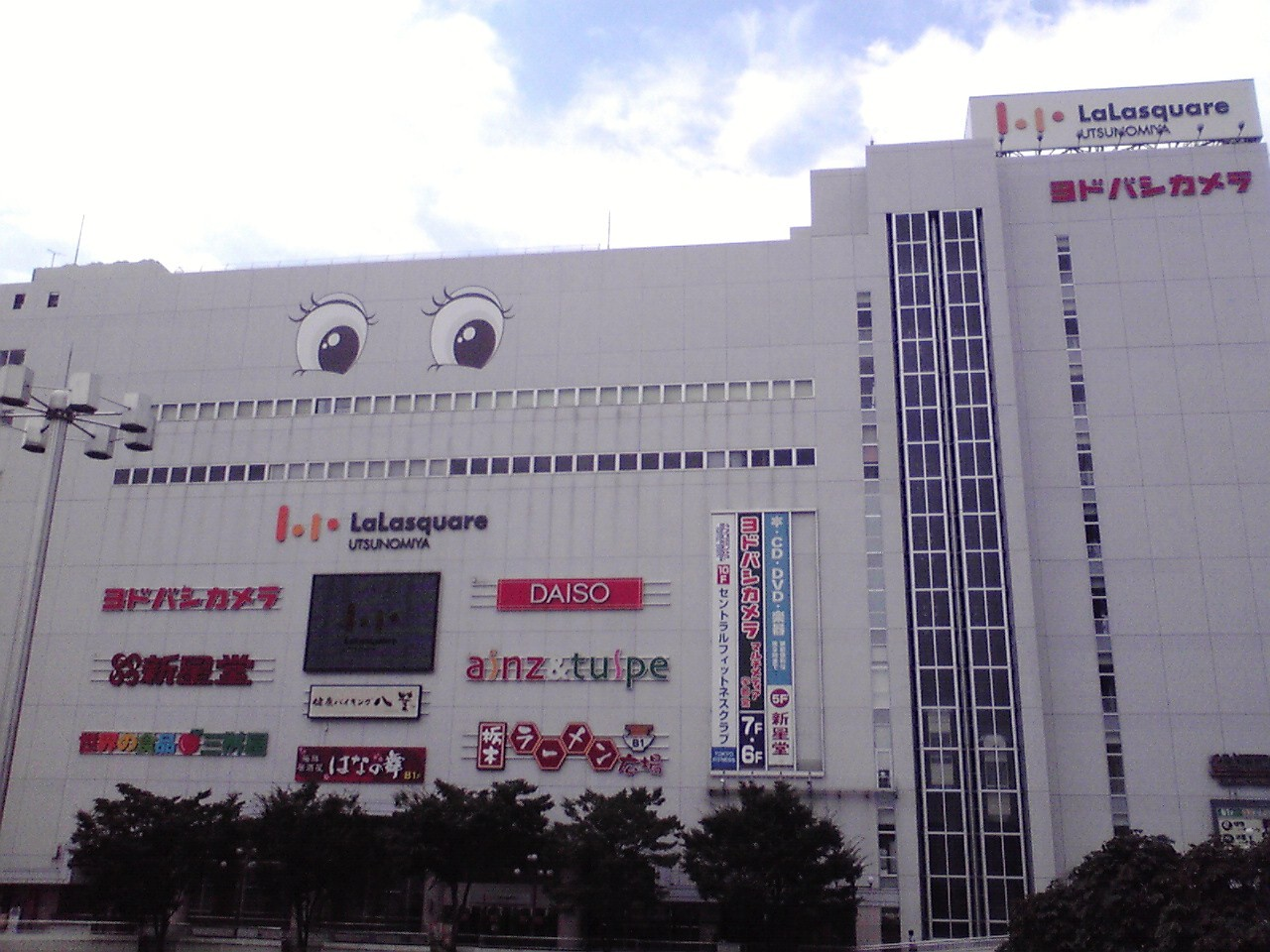
大型LEDモニターを設置していた頃の東側（2009年）

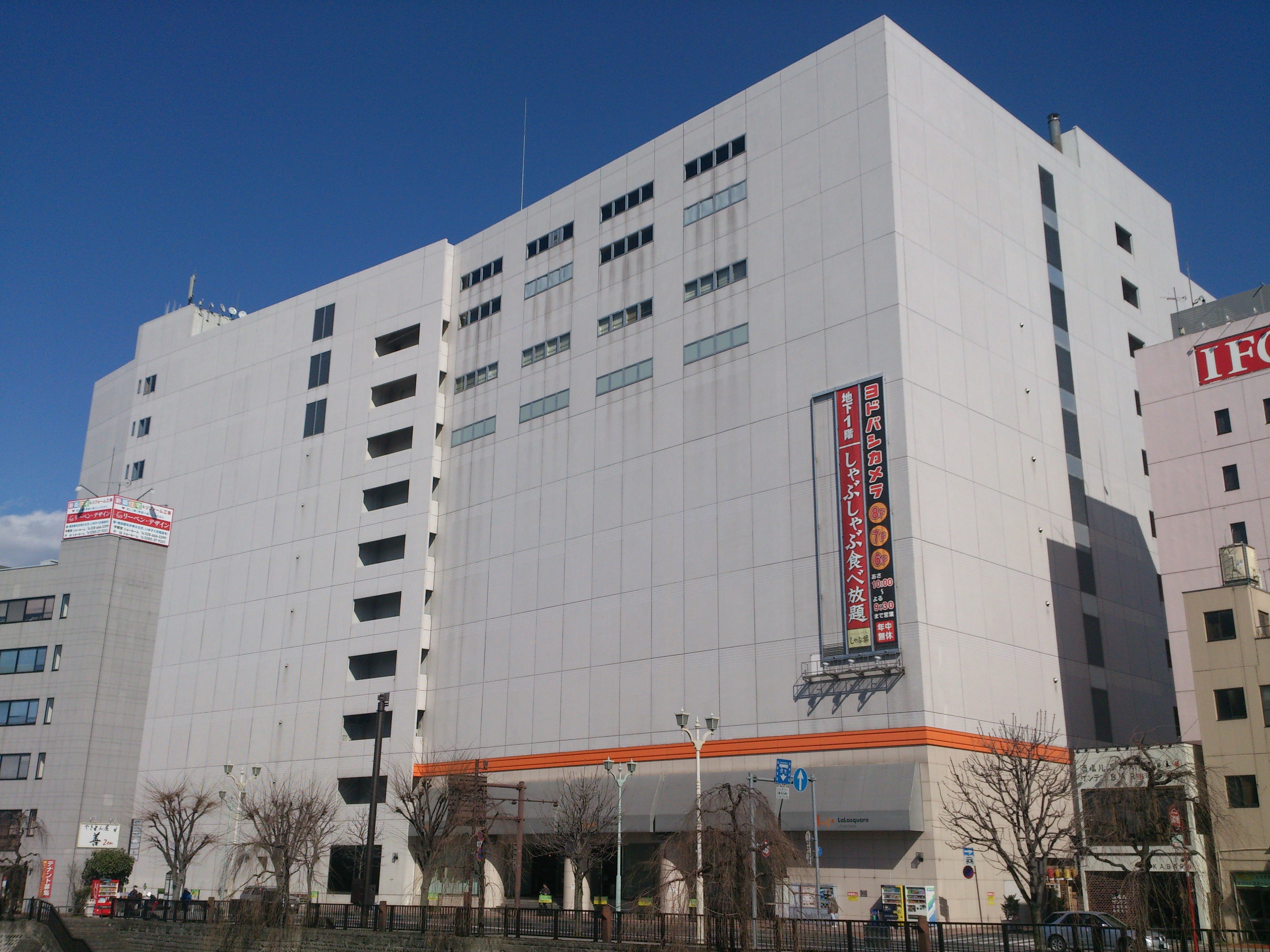
施設西側（2014年）

2005年（平成17年）4月8日、ららぽーと（現・三井不動産商業マネジメント）が運営するララスクエア宇都宮が開業した。核店舗はヨドバシカメラマルチメディア宇都宮で、食品専門店街「フードランド」、ラーメン店街「宇都宮拉麺胡同」、セレクトショップ「TOMORROWLAND」、インテリア雑貨「Laura Ashley」、手芸店「キンカ堂バイハンズ」など 約120店が出店し、うち約40店は栃木県初出店であった。売上目標はロビンソン百貨店時代の最高売上高の半分に相当する100億円（ヨドバシカメラを除く）と設定した。開業当日は約800人が行列を成し、假屋崎省吾を招いてテープカットが行われた。核店舗のヨドバシカメラは他のテナントから遅れて4月23日に開店し、コジマやヤマダ電機に続く第3の家電量販店の出現により、宇都宮は家電業界の激戦区となった。開業時点では大型LEDモニター（縦5.9m×横8.1m）が壁面に取り付けられており、同年9月の第44回衆議院議員総選挙の投票率向上を図って栃木県選挙管理委員会がスポットCMを放映した。
2011年（平成23年）3月、屋上にあったゴルフ練習場やランニングスペースの撤退に伴い、「ジャズの拠点」ララステージが設置された。この後東日本大震災が発生し、西口ビル管理は災害に備えて同年6月に井戸を掘削し、館内のトイレで使用し始めた。2017年（平成29年）10月30日から11月27日まで、全国障害者技能競技大会（アビリンピック）が栃木県で開催されることにちなんだ展示会や出場選手の公開練習などが開催された。ほかにも交通安全運動、ジャパンカップサイクルロードレースの宇都宮ブリッツェンの出陣式が行われたことがある。
2019年（令和元年）8月下旬、三井不動産の関係者は宇都宮市役所を訪問し、ララスクエアの売却検討を伝えた。9月に売却先が日本エスコン（現：エスコン）となる見通しであることが報じられ、12月に日本エスコンが施設を取得し、「トナリエ宇都宮」に改称することが発表された。日本エスコンは2022年（令和4年）の宇都宮ライトレール開通による宇都宮駅前の活性化を見越し、ララスクエアを取得した。
2020年（令和2年）1月30日をもってララスクエア宇都宮としての営業を終了し、翌1月31日付で施設の経営権と区分所有権が三井不動産から日本エスコンに移った。これによりララスクエア宇都宮が独自に発行していた「ララスクカード」の優待サービスも終了した。1月31日はトナリエに看板をかけ替えるなど改称に伴う作業のため、休業した。

### トナリエ時代（2020-）
2020年（令和2年）2月1日、日本エスコンの運営するトナリエ宇都宮として再開業した。開業に当たってテナントの入れ替えは行わず、施設名称の変更のみとなった。これは暫定的な措置であり、開業3年後をめどにテナントを充実させ、長期的には建て替えも検討している。売上高も当面は現状の100億円を維持する方針である。トナリエブランドでの出店は5店舗目となるが、東日本、県庁所在地駅前、都市型商業施設としてはそれぞれ初の出店となり、日本エスコンにとって今後の展開を窺う重要な第一歩となった。当日はクーポンブックを配布し、ザ・たっちらが出演するお笑いライブを開催した。
2020年（令和2年）4月9日、従業員が新型コロナウイルスに感染したため臨時休業し、店内を消毒して4月10日に営業を再開した。
2022年（令和4年）5月末にタリーズと地下1階の居酒屋つぼ八が閉店し、6月26日をもってサイゼリヤ、しゃぶ葉、みやのスマイルクレープ、創業新幹線が運営するラーメン店3店の計6店がすべて閉店、地下飲食店街からすべてのテナントが消えた。このうち、クレープ店のみ1階に移転して7月1日に再開した。トナリエ宇都宮の飲食店舗外においてもGAPやタイトーFステーションを始める多くのテナントが一斉閉店し、タイトーFステーションは9月22日に2階へ移転オープンした。同年11月から12月にかけてサイゼリヤ、しゃぶ葉、らーめん春樹が移転オープンした。
2023年（令和5年）2月9日、地下1階にスーパーマーケット「ヤオコー」（店舗面積2,341 m2）が出店した。開業初年度の年商は19億円と設定している。宇都宮駅東口のウツノミヤテラスには前年8月にヨークベニマルが出店しており、駅を挟み東西でスーパーマーケットが競合することになった。

## 商圏
JR宇都宮駅西口からペデストリアンデッキで直接結ばれている。駅から約100m、徒歩1分である。
地方都市の新幹線停車駅の駅前であることから、商圏内の居住者の所得水準は高い。半径1 km圏内は30 - 40代のファミリー層が多く、3km圏内まで広げると50 - 60代が増える。単身世帯が最多で、2人世帯がそれに続く。